# Villa Mirasol
Villa Mirasol är en ort i Argentina.   Den ligger i provinsen La Pampa, i den centrala delen av landet, 500 km väster om huvudstaden Buenos Aires. Villa Mirasol ligger 144 meter över havet och antalet invånare är 546.
Terrängen runt Villa Mirasol är mycket platt. Runt Villa Mirasol är det mycket glesbefolkat, med 3 invånare per kvadratkilometer.. Närmaste större samhälle är Colonia Barón, 8,9 km söder om Villa Mirasol.
Trakten runt Villa Mirasol består till största delen av jordbruksmark.